# Adam Haluska
Adam Haluska (nacido el 16 de noviembre de 1983 en Carroll, Iowa) es un exjugador de baloncesto estadounidense. Mide 1,96 metros, y juega en la posición de base.

## Trayectoria deportiva

### Universidad
Comenzó su carrera universitaria en la Universidad de Iowa State, pero tras su primer año fue transferido a la Universidad de Iowa. Durante 3 temporadas con los Hawkeyes promedió 16,2 puntos y 4,4 rebotes, siendo su mejor temporada la senior, cuando logró 20,5 puntos y 4,6 rebotes por partido, siendo elegido en el mejor quinteto de la Big Ten Conference.

### Profesional
Fue elegido en el puesto 43 del Draft de la NBA de 2007 por New Orleans Hornets, equipo con el que firmó contrato en el mes de junio. El 21 de febrero de 2008 fue traspasado a Houston Rockets junto con Bobby Jackson, Marcus Vinicius y una segunda ronda de draft por Mike James, Bonzi Wells y dinero. Días después, fue cortado para incorporar en la plantilla a Bobby Jones.
En agosto de 2008 fichó por el Hapoel Jerusalem B.C. de la liga israelí.